# Mumbai Indians
Les Mumbai Indians sont une franchise indienne de cricket basée à Bombay (Mumbai). Elle est fondée en 2008 lors de la création de l'Indian Premier League (IPL), une compétition de Twenty20 fondée par la fédération indienne, le BCCI.

## Histoire

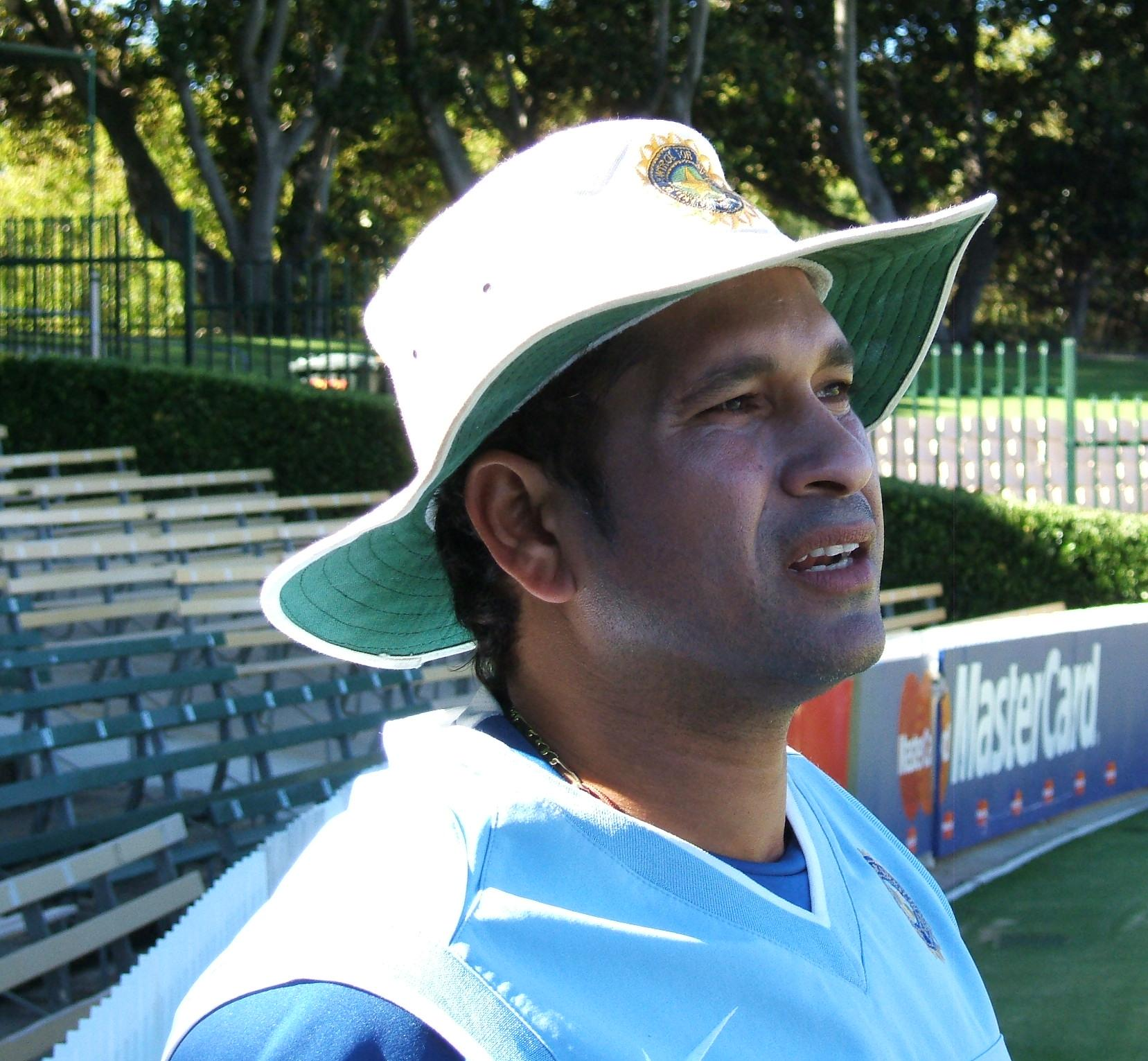
Sachin Tendulkar, capitaine au cours des premières saisons des Indians.

L'Indian Premier League est lancée fin 2007 par le Board of Control for Cricket in India (BCCI). Les huit franchises de la compétition sont vendues aux enchères en janvier 2008. Celle de Bombay est cédée a groupe Reliance Industries pour 111,9 millions de dollars américains, ce qui en fait l'équipe inaugurale la plus chère de la ligue.
Le 20 février, soixante-dix-sept internationaux ou anciens internationaux des principales nations du cricket sont « mis aux enchères » : chaque joueur est embauché par la franchise qui lui propose le plus haut salaire. Sachin Tendulkar est un des cinq « icon player », et donc automatiquement affecté à l'équipe de sa région d'origine tout en étant assuré de toucher 15 % de plus que le deuxième plus haut salaire de sa franchise. Hormis Tendulkar, le plus haut salaire de cette saison pour les Mumbai Indians est le srilankais Sanath Jayasuriya, recruté pour 975 000 US$ par saison.
En 2008, les Mumbai Indians finissent cinquièmes de la phase de ligue, et échouent à rejoindre les demi-finales de la compétition. À l'orée de la saison suivante, ils recrutent le sud-africain Jean-Paul Duminy pour 950 000 US$. Ils achèvent cette édition, disputée sur le sol sud-africain, à la septième place.

## Bilan

### Palmarès
- Indian Premier League : finaliste en 2010.
- Trophée du meilleur joueur de l'IPL (1) :
  - Sachin Tendulkar (2010).
- Casquette orange du meilleur total de courses de l'IPL (1) :
  - Sachin Tendulkar (2010).

### Bilan saison par saison
| Saison | Saison régulière | Saison régulière | Saison régulière | Saison régulière | Séries éliminatoires |
| Saison | G                | P                | SR               | Classement       | Séries éliminatoires |
| ------ | ---------------- | ---------------- | ---------------- | ---------------- | --- |
| 2008   | 7                | 7                | 0                | 5es sur 8        | |
| 2009   | 5                | 8                | 1                | 7es sur 8        | |
| 2010   | 10               | 4                | 0                | 1er sur 8        | - Victoire en demi-finale contre les Royal Challengers Bangalore - Défaite en finale contre les Chennai Super Kings                            |
| 2011   | 9                | 5                | 0                | 3es sur 10       | - Victoire en match éliminatoire contre les Kolkata Knight Riders - Défaite en match de qualification 2 contre les Royal Challengers Bangalore |
| Totaux | 31               | 24               | 1                |                  | |

## Personnalités

### Effectif 2012
Effectif des Mumbai Indians pour la saison 2012 de l'Indian Premier League :
- Harbhajan Singh (capitaine)
- Abu Nechim
- Amitoze Singh
- Aiden Blizzard (Australie)
- Yuzvendra Chahal
- James Franklin (Nouvelle-Zélande)
- Herschelle Gibbs (Afrique du Sud)
- Davy Jacobs
- Mitchell Johnson (Australie)
- Dinesh Karthik
- Kuldeep Yadav
- Dhawal Kulkarni
- Richard Levi (Afrique du Sud)
- Clint McKay (Australie)
- Lasith Malinga (Sri Lanka)
- Sushant Marathe
- Sujit Nayak
- Pragyan Ojha
- Munaf Patel
- Thisara Perera (Sri Lanka)
- Robin Peterson (Afrique du Sud)
- Kieron Pollard (Indes occidentales)
- Ambati Rayudu
- Jaydev Shah
- Rohit Sharma
- Rahul Shukla
- R. P. Singh
- Tirumalasetti Suman
- Pawan Suyal
- Aditya Tare
- Sachin Tendulkar
- Apoorv Wankhade
- Suryakumar Yadav

### Capitaines et entraîneurs
| Saisons | Capitaine(s)                                     | Entraîneur  |
| ------- | ------------------------------------------------ | ----------- |
| 2008    | Sachin Tendulkar, Harbhajan Singh, Shaun Pollock |             |
| 2009    | Sachin Tendulkar                                 |             |
| 2010    | Sachin Tendulkar                                 | Robin Singh |